# Repenti (album)
Pour les articles homonymes, voir Repenti (homonymie).
Albums de Renan Luce
Le Clan des miros
Singles
1. Les Voisines
Sortie : 25 septembre 2006
2. La Lettre
Sortie : 21 mai 2007
3. Repenti
Sortie : 26 novembre 2007
4. Monsieur Marcel (nouvelle version)
Sortie : 2008

Repenti est le premier album du chanteur français Renan Luce, sorti le 25 septembre 2006. Il s'est vendu à environ 800 000 exemplaires.

## Liste des titres
Toutes les chansons sont écrites et composées par Renan Luce.
| No  | Titre               | Durée |
| --- | ------------------- | ----- |
| 1.  | Les Voisines        | 3:36  |
| 2.  | Repenti             | 4:17  |
| 3.  | Le Lacrymal Circus  | 3:46  |
| 4.  | Je suis une feuille | 4:30  |
| 5.  | La Lettre           | 3:17  |
| 6.  | Chien mouillé       | 3:00  |
| 7.  | Monsieur Marcel     | 4:07  |
| 8.  | 24h01               | 3:47  |
| 9.  | Camelote            | 3:02  |
| 10. | Mes racines         | 4:25  |
| 11. | I Was Here          | 4:56  |
| 12. | Nuit blanche        | 3:48  |
| 13. | L'Iris et la Rose   | 4:57  |

En 2007, une 2e édition sort agrémentée de trois titres bonus live, et avec certains titres réorchestrés :
| No  | Titre                          | Durée |
| --- | ------------------------------ | ----- |
| 1.  | Les Voisines                   | 3:37  |
| 2.  | Repenti                        | 4:06  |
| 3.  | Le Lacrymal Circus             | 3:53  |
| 4.  | Je suis une feuille            | 4:28  |
| 5.  | La Lettre                      | 3:17  |
| 6.  | Chien mouillé                  | 3:00  |
| 7.  | Monsieur Marcel                | 4:06  |
| 8.  | 24h01                          | 3:47  |
| 9.  | Camelote                       | 3:02  |
| 10. | Mes racines                    | 4:26  |
| 11. | I was here                     | 4:57  |
| 12. | Nuit blanche                   | 3:49  |
| 13. | L'iris et la rose              | 5:32  |
| 14. | Les Voisines (live) (bonus)    | 4:00  |
| 15. | Monsieur Marcel (live) (bonus) | 4:19  |
| 16. | La Lettre (live) (bonus)       | 3:48  |

## Classement des ventes et certifications

### Classement hebdomadaire
| Classement (2006-2008)       | Meilleure position |
| ---------------------------- | ------------------ |
| France (SNEP)                | 2                  |
| France (Digital SNEP)        | 2                  |
| Belgique (Wallonie Ultratop) | 2                  |
| Suisse (Schweizer Hitparade) | 31                 |

### Certification
| Pays          | Date | Certifications | Ventes  |
| ------------- | ---- | -------------- | ------- |
| France (SNEP) | 2008 | 3 × Platine    | 600 000 |